# Фару
Фа́ру (порт. Faro; МФА: [ˈfa.ɾu]) — муніципалітет і місто в Португалії, в окрузі Фару. Адміністративний центр округу.  Розташований у південній частині країни, на березі Атлантичного океану, на теренах історичної португальської провінції Алгарве. Належить до Фаруської діоцезії Католицької церкви в Португалії. Права міського самоврядування має з 1266 року. Поділяється на 4 парафії. За адміністративним поділом, чинним до 1976 року, був складовою провінції Алгарве. Площа муніципалітету — 202,57 км², населення муніципалітету — 67 924 ос. (2021); густота населення — 335 осіб/км². Патрон — Діва Марія. Святковий день муніципалітету — 7 вересня. Поштовий індекс — 8000.  Код місцевої адміністративної одиниці — 0805. Складова статистичного регіону Алгарве. Центр Фаруського (Алгарвського) єпископства.

## Географія
Фару розташоване на півдні Португалії, на півдні округу Фару.
Фару межує на півночі з муніципалітетом Сан-Браш-де-Алпортел, на сході — з муніципалітетом Олян, на заході — з муніципалітетом Лоле. На півдні омивається водами Атлантичного океану.

### Клімат
| Клімат Faro                                | Клімат Faro | Клімат Faro | Клімат Faro | Клімат Faro | Клімат Faro | Клімат Faro | Клімат Faro | Клімат Faro | Клімат Faro | Клімат Faro | Клімат Faro | Клімат Faro | Клімат Faro |
| Показник                                   | Січ.        | Лют.        | Бер.        | Квіт.       | Трав.       | Черв.       | Лип.        | Серп.       | Вер.        | Жовт.       | Лист.       | Груд.       | Рік         |
| Абсолютний максимум, °C                    | 21,9        | 24,7        | 28,9        | 30,1        | 33,6        | 37,1        | 44,3        | 39,6        | 37,4        | 33,3        | 28,6        | 24,0        | 44,3        |
| Середній максимум, °C                      | 16,1        | 16,9        | 19,1        | 20,4        | 22,8        | 26,4        | 29,2        | 28,8        | 26,6        | 23,2        | 19,6        | 17,0        | 22,2        |
| Середня температура, °C                    | 12,0        | 12,8        | 14,8        | 16,1        | 18,4        | 21,9        | 24,2        | 24,1        | 22,3        | 19,3        | 15,7        | 13,3        | 17,9        |
| Середній мінімум, °C                       | 7,9         | 8,7         | 10,5        | 11,8        | 14,0        | 17,3        | 19,1        | 19,4        | 18,0        | 15,3        | 11,7        | 9,6         | 13,6        |
| Абсолютний мінімум, °C                     | −1,2        | −1,2        | 2,3         | 3,6         | 6,7         | 8,0         | 11,9        | 13,1        | 9,9         | 7,8         | 2,7         | 1,2         | −1,2        |
| Середня кількість сонячних годин на місяць | 172         | 165         | 234         | 251         | 314         | 332         | 368         | 352         | 273         | 226         | 182         | 167         | 3036        |
| Норма опадів, мм                           | 59.3        | 52.0        | 39.4        | 38.6        | 21.7        | 4.3         | 1.8         | 3.9         | 23.2        | 60.1        | 90.4        | 114.1       | 508.8       |
| Днів з опадами                             | 12          | 13          | 9           | 10          | 7           | 4           | 1           | 1           | 3           | 9           | 10          | 11          |             |
| Вологість повітря, %                       | 77          | 77          | 71          | 68          | 64          | 65          | 60          | 60          | 65          | 71          | 75          | 77          | 69          |
| ------------------------------------------ | ----------- | ----------- | ----------- | ----------- | ----------- | ----------- | ----------- | ----------- | ----------- | ----------- | ----------- | ----------- | ----------- |

## Історія
Очевидно, Фару було засновано ще у VIII ст. до н. е. під час фінікійської колонізації Західного Середземномор'я.
1249 року Фару звільнив від маврів португальський король Афонсу III. 1262 року він надав йому форал, яким визнав за поселенням статус містечка та муніципальні самоврядні права.
Статус міста — з 7 вересня 1540 року.
Фару завдяки міжнародному аеропорту, відстань до якого усього 6,5 км, є другою головною брамою країни після Лісабона, крім того є надзвичайно космополітичним містом.

## Населення
| Кількість мешканців | Кількість мешканців | Кількість мешканців | Кількість мешканців | Кількість мешканців | Кількість мешканців | Кількість мешканців | Кількість мешканців | Кількість мешканців | Кількість мешканців | Кількість мешканців | Кількість мешканців | Кількість мешканців | Кількість мешканців | Кількість мешканців |
| ------------------- | ------------------- | ------------------- | ------------------- | ------------------- | ------------------- | ------------------- | ------------------- | ------------------- | ------------------- | ------------------- | ------------------- | ------------------- | ------------------- | ------------------- |
| 1864                | 1878                | 1890                | 1900                | 1911                | 1920                | 1930                | 1940                | 1950                | 1960                | 1970                | 1981                | 1991                | 2001                | 2011                |
| 16 732              | 17 746              | 20 395              | 22 938              | 23 838              | 24 273              | 28 456              | 31 747              | 33 749              | 35 651              | 30 973              | 45 109              | 50 761              | 58 051              | 64 560              |

### Уродженці
- Угу Луж (* 1982) — португальський футболіст.

## Парафії
1. Ештой (порт. Estoi)
2. Консейсау-де-Фару (порт. Conceição de Faro)
3. Монтенегру (порт. Montenegro)
4. Санта-Барбара-де-Неше (порт. Santa Bárbara de Nexe)
5. Сан-Педру (порт. São Pedro)
6. Се (порт. Sé)

Причому дві останніх муніципальних громади (Сан-Педру і Се) утворюють місто Фару.

## Економіка, побут, транспорт

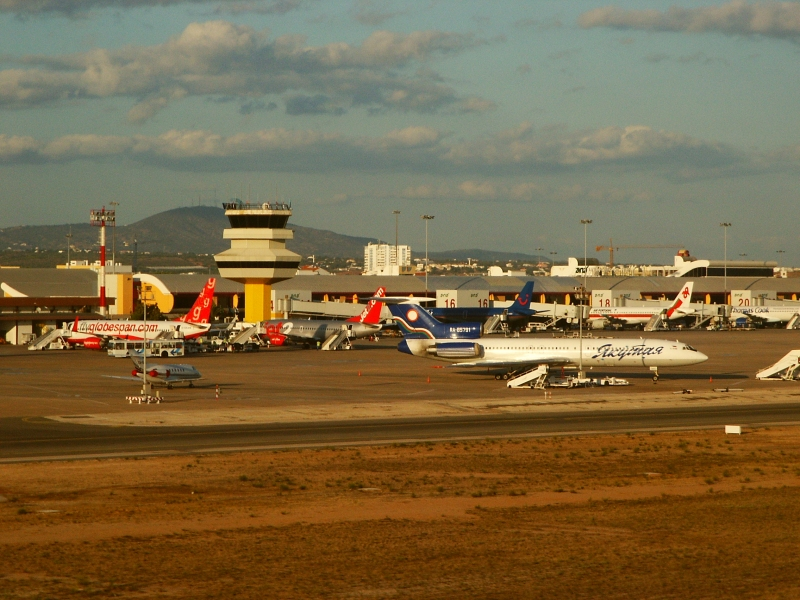
Аеропорт Фару

Економіка району представлена торгівлею, послугами, транспортом та туризмом.
Через Фару проходить національна автомобільна дорога N-125 (зв'язує з більшістю муніципалітетів округу), а також швидкісна автомагістраль A-22 (відоміша як «Via do Infante»). Місто має залізничну станцію приміського і дальнього сполучення, автовокзал і міжнародний аеропорт, річний пасажиропотік якого перевищує 5,5 млн чоловік (2007).
Метрополітен Фару наразі ще не побудований. Йдуть роботи по вивченню доцільності будівництва. Передбачено, що наземне легке метро (швидкісний трамвай) побудують у місті Фару з відповідними відгалуженнями до міст Ольяу, Лоуле та міжнародного аеропорту «Фару». Основна лінія проходитиме через центри міст та їх індустріальні зони. Відповідальною за вивчення доцільності будівництва метрополітену є муніципальна палата міста Фару.
У передмісті Фару (на кордоні з муніципалітетом Лоуле) знаходиться стадіон «Алгарве», який було збудовано спеціально до Чемпіонату Європи з футболу 2004 року. Стадіон приймав 3 матчі європейської першості (у тому числі один чвертьфінал), вміщує 30 305 глядачів і є домашньою ареною місцевого футбольного клубу «Фаренсе».

## Освіта
- Алгарвський університет — основний кампус.

## Туризм
Серед архітектурних пам'яток особливий інтерес викликають історичний центр міста (порт. Centro histórico), фортеця, декілька церков і каплиць (порт. Igreja da Sé, Igreja de São Francisco, Ermida de Santo António, Igreja da Misericórdia), францисканський монастир (порт. Centro Convento de São Francisco), палац в Ештої (порт. Palácio de Estoi), театр, муніципальний, морський та етнографічний музеї.
Територія південної частини муніципалітету належить до природного парку «Ріа-Формоза»: порт. Parque Natural da Ria Formosa, який простягається на відстані 60 км уздовж атлантичного узбережжя із загальною площею 18,4 тис. га. Заповідник було створено 9 грудня 1987 року і відомий як водний ареал рідкісних видів птахів та рослин.
Для отримання безкоштовної туристичної інформації у місті діє туристично-інформаційний центр, розміщений за адресою порт. Rua da Misericórdia, 8-12, 8000-269 Faro.

## Галерея

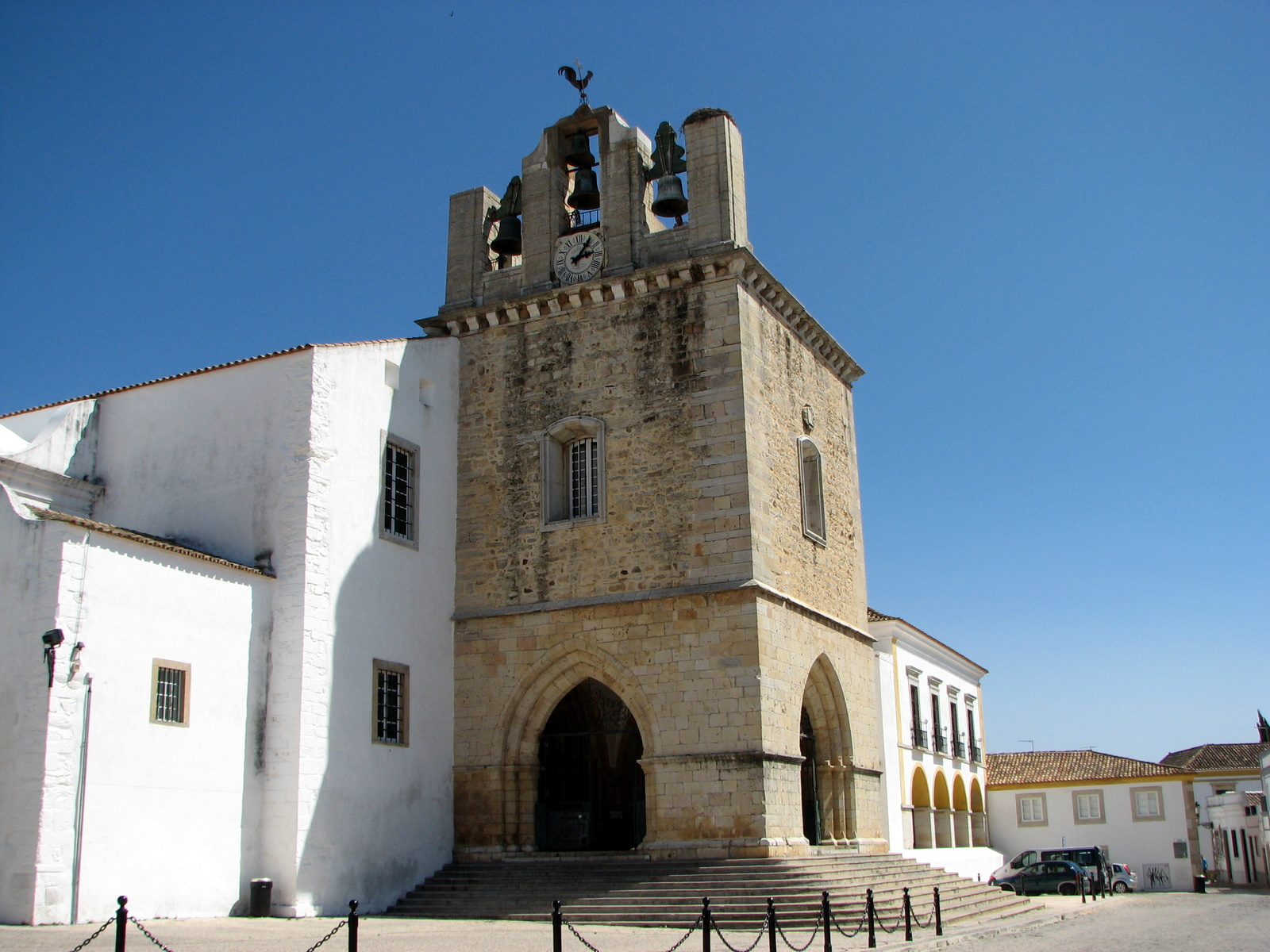
Собор в Фару
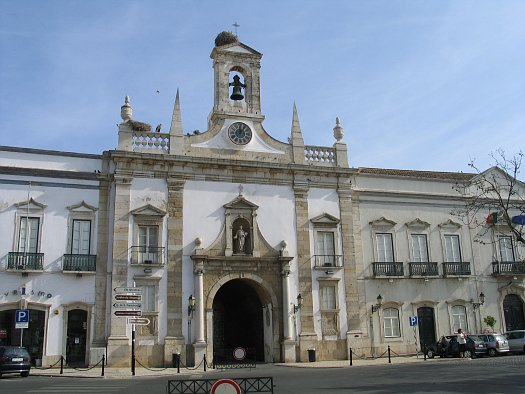
Будинок регіонального уряду
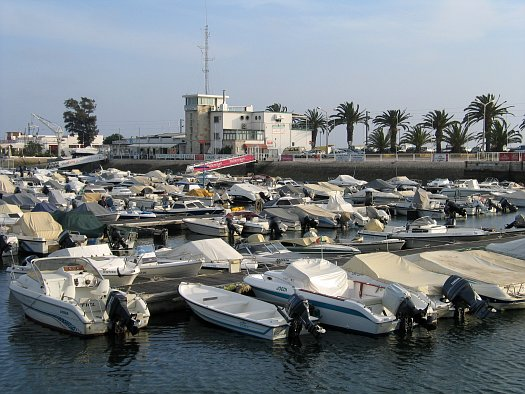
Гавань
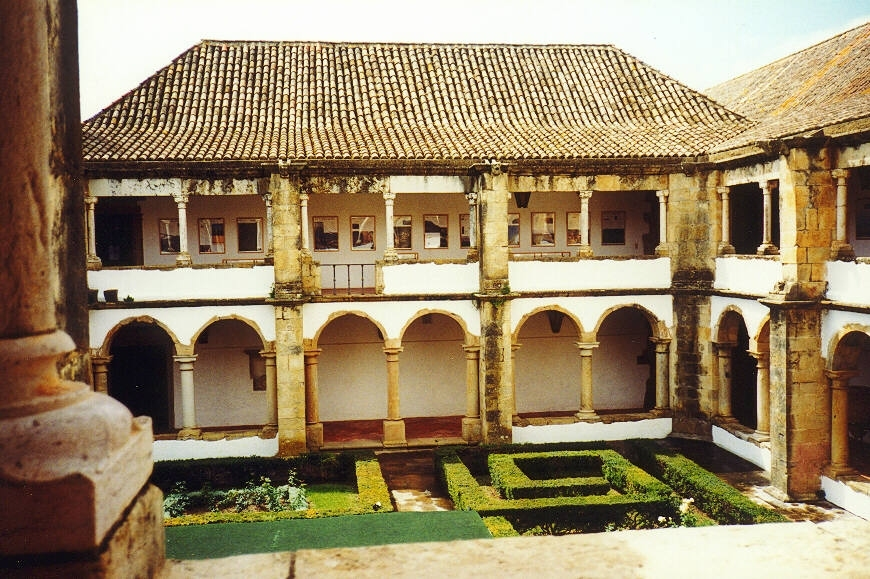
Муніципальний музей